# Fango bollente
Fango bollente è un film poliziottesco del 1975 diretto da Vittorio Salerno.

## Trama
Tre giovani impiegati in una grande azienda di Torino, alienati dal lavoro stressante ai calcolatori elettronici, uccidono un camionista che aveva tagliato loro la strada maldestramente e da quel momento continuano a uccidere, rispondendo con la violenza a ogni piccola provocazione.
Un ex-commissario, espulso dalla squadra mobile per aver ucciso un giovane delinquente in un eccesso di legittima difesa, ne individua due: uno si impicca in cella, l'altro viene ucciso dal commissario prima che possa commettere l'ennesimo delitto. Il terzo riesce a farla franca, ed è pronto a continuare con altri compagni.

## Produzione

### Cast
La banda dei tre ragazzi ribelli è composta da Joe Dallesandro (personaggio già noto al pubblico italiano ai tempi di questo film) e dai due volti nuovi Gianfranco De Grassi e Guido de Carli. Mentre per la parte del commissario il regista si affida al fratello Enrico Maria Salerno.

### Riprese
Le riprese del film sono state effettuate in Italia e in particolar modo nella città di Torino. Nell'appartamento del personaggio interpretato da Joe Dallesandro, è ben visibile una riproduzione della famosa opera "Marylin" di Andy Warhol, nella factory del quale Dallesandro aveva mosso i primi passi artistici.

## Colonna sonora
La colonna sonora del film è composta da Franco Campanino. I brani musicali Santagà, di Campanino, e Boiling Mud, di Savastano e Campanino, sono eseguiti dal gruppo dei Panama Red, come riportato nei titoli di coda del film, che ne annunciano anche la pubblicazione su dischi CAM, ma di cui attualmente non risulta esistere alcuna traccia. I Panama Red o Panama Red Orchestra incideranno in seguito un singolo per la Aris, Usual Song, anch'esso composto da Campanino, ed eseguiranno altre colonne sonore di Campanino, quali quelle dei film Lettomania e Napoli si ribella.

## Distribuzione
Dopo essere stato bocciato in prima istanza dalla commissione censura (scatenando anche le ire del regista Pasquale Squitieri che faceva parte della cooperativa produttrice del film) il film venne distribuito nelle sale cinematografiche italiane il 20 settembre del 1975.

### Divieti
Quando uscì nelle sale italiane il film venne vietato ai minori di 18 anni. La versione rimasterizzata e utilizzata anche per la trasmissione televisiva (RaiMovie) è ancor più censurata dell'originale e dura solamente 78 minuti.

### Titolo
In un articolo apparso su un quotidiano dell'epoca (giugno 1975) dedicato alla nuova stagione cinematografica, che sarebbe iniziata da lì a poco, tra i tanti lavori annunciati viene citato anche "Fango bollente", ma come titolo per anticipare la pellicola viene usato "Liberi sanguinari abitualmente armati". Questo titolo ricorda molto quello che verrà poi usato l'anno successivo per il film di Romolo Guerrieri "Liberi armati pericolosi".

### Edizioni home video
Per il circuito home video in Italia è stato distribuito un DVD dalla 01 Distribution (codice EAN:8032807038544) e un Blu-ray dalla Camera Obscura.

## Accoglienza

### Critica
Ispirato a fatti di cronaca nera realmente accaduti (famoso fu "il delitto del cacciavite"), la pellicola è un'inquietante analisi sulla compressione umana e psicologica che serpeggia nelle metropoli; è stato definito "una parabola marcusiana un po' fantascientifica sui mali oscuri delle società avanzate con allarmanti riferimenti alla cronaca contemporanea."